# Stony Loftakustväg
Stony Loftakustväg nebo Stony Lofta kustväg, švédsky lze přeložit asi jako Kamenná pobřežní silnice Lofta, je populární místo kamenných výtvorů/soch vytvořených stone balancingem jako lidové formy instalačního umění. Nachází se vedle silnice Lofta kustväg na útesech a pláži u vesnic Djupvik a Lofta na pobřeží Kalmarského zálivu Baltského moře v okrese Borgholm ostrova Öland v kraji Kalmar v jižním Švédsku. Díla z vršených vápencových kamenů (věže, pyramidy, zdi, mohyly, sochy atp.) zabírají délku cca 300 metrů pobřeží. Stone balancingová díla zde začala vznikat spontanně někdy kolem roku 2010 a místo se pak stalo turistickou atrakcí Ölandu a objevuje se v novodobých turistických tiskovinách.

## Další informace
Kameny pravděpodobně pocházejí ze skrývky blízkého vápencového lomu. Místo je celoročně volně přístupné.